# HMAS Kuttabul (1922)
HMAS „Kuttabul” – australijski hulk mieszkalny z okresu II wojna światowa, wcześniejszy prom pływający po Sydney Harbour. Po wybuchu wojny prom został zarekwirowany przez Royal Australian Navy (RAN) i służył jako hulk. Okręt został zatopiony w nocy z 31 maja na 1 czerwca 1942 przez japoński miniaturowy okręt podwodny w czasie japońskiego ataku, na pokładzie okrętu zginęło 21 osób.

## Historia

### Kuttabul
Drewnianokadłubowy prom „Kuttabul” (nazwa tłumaczona jako „cudowny”, „ wspaniały”) został zbudowany w 1922 w stoczni Newcastle State Dockyard w Newcastle. Pojemność brutto statku wynosiła 448 ton rejestrowych, mierzył on 183 stopy (55,7 m) długości i 36 stóp (10,9 m) szerokości, a jego zanurzenia wynosiło 14 stóp (4,2 m) mógł pomieścić około 2250 pasażerów.  Napęd stanowiła 3-cylindrowa maszyna parowa potrójnego rozprężania z dwoma kotłami o mocy 1050 IHP.  Wodowanie odbyło się 7 kwietnia 1922, matką chrzestną promu była Lady Braddon, żona Sir Henry'ego Braddona, dyrektora firmy Sydney Ferries dla której został zbudowany prom.
„Kuttabul” i jego siostrzana jednostka „Koompartoo” (w późniejszym czasie używany jako stawiacz sieci) były największymi promami działającymi w Port Jackson do czasu zbudowania Sydney Harbour Bridge.  Po otwarciu mostu w 1932, obydwa byłe promy były używane do wycieczek po zatoce, w późniejszym czasie „Kuttabul” używany był także jako showboat („pływająca rewia”):

Prom „Kuttabul” na pokładzie którego odbędzie się koncert odpłynie z Circular Quay o godzinie 7.45 wieczorem w sobotę i powróci o godzinie 10 wieczorem.   „Kuttabul” jest ogrzewany parowo, na jego pokładzie znajduje się 10 głośników które zapewniają, że w każdej części statku można słyszeć muzykę.  Planowane jest wspólne śpiewanie z pomocą następujących artystów - panny Amy Ostiga (mezzosopran), Maggie Foster (skrzypce) oraz panów Verna Bellara i Berta Harrowa (artyści kabaretowi), i George'a Browna (fortepian).

### HMAS Kuttabul
Po wybuchu II wojny światowej „Kuttabul” został zarekwirowany przez RAN 7 listopada 1940 i przystosowany do roli okrętu mieszkalnego (hulku), do służby wszedł 26 lutego 1941 jako HMAS „Kuttabul”.  Okręt został przycumowany w bazie RAN-u na Garden Island, gdzie służył jako hotel dla marynarzy alianckich.  Na okręcie mogło spać do 150 osób, na jego pokładzie znajdowała się także mesa dla 250 osób.  Dowódcą okrętu został lieutenant commander Alan G. Lewis.
W nocy z 31 maja na 1 czerwca  1942 port w Sydney został zaatakowany przez trzy japońskie miniaturowe okręty podwodne.  Jeden z nich, „Ha-17”, wystrzelił torpedy w kierunku ciężkiego krążownika USS „Chicago”, które minęły się z celem i jedna z nich uderzyła w „Kuttabul”.  Eksplozja przełamała kadłub okrętu, który szybko zatonął.
W ataku zginęło 19 marynarzy RAN-u i dwóch marynarzy Royal Navy, 10 innych marynarzy zostało rannych.

## Lista ofiar
Większość źródeł podaje, że na pokładzie okrętu zginęło 21 marynarzy.  V. Cassels w książce For Those in Peril podaje liczbę ofiar śmiertelnych jako 22.  Dodatkową ofiarą miał być nienazwany przez niego dowódca dywizjonu USAAF.
- stoker II John Samuel Asher
- able seaman Leslie William Bland
- stoker William Richard Boundy
- leading stoker Sydney William Butcher
- stoker II Leslie Joseph Dennison
- stoker Arthur WIlliam Francis
- stoker John Edward Gannon
- stoker Jack Albert Gardner
- stoker II Frederick Arthur Glanford
- ER artificer IV Walter George Gordon
- petty officer Leonard Walter Howroyd
- stoker II Lester Richard Jamieson
- stoker II Kenneth Francis Killeen
- able seaman Frank Kirby (RN)
- stoker Jack Edmund Numan
- stoker II Norman Leslie Robson
- acting able seaman Arthur Jones Smith
- stoker II Herbert Arthur Smith
- ordinary seaman David Trist (RN)
- ordinary seaman Raymond Owen Venning
- stoker II Thomas Joseph Watson

## Upamiętnienie
Baza wojskowa na Garden Island została nazwana 1 stycznia 1943 imieniem „Kuttabul” na cześć marynarzy poległych na okręcie.
Jedna ze sterówek okrętu została z niego zdjęta i początkowo służyła jako budka wartownicza na Garden Island (w latach 1942-74), obecnie przechowywana jest w muzeum Australian War Memorial wraz z japońskimi okrętami podwodnymi użytymi w czasie ataku.